# Clube Atlético Barcelona
O Clube Atlético Barcelona é um clube brasileiro de futebol da cidade de Sorocaba, fundado em 15 de novembro de 1951.
Em 1993, a equipe se funde ao recém criado Clube Atlético Sorocaba, que precisava de três anos de disputa no amadorismo para a disputa do Campeonato Paulista da Segunda Divisão[carece de fontes?] segundo as regras da FPF, sendo que a fusão terminou desfeita posteriormente.
Atualmente disputa apenas campeonatos amadores de futebol, assim como fez em praticamente toda sua história.

## Participações em estaduais
Em 1993 o Barcelona disputou o campeonato Paulista com o nome de Clube Atlético Sorocaba devido a parceria realizada com este clube. No ano seguinte esta parceria foi desfeita e o 'Barcelona voltando a disputar o campeonato amador de Sorocaba.

## Títulos
- Campeonato Varzeano de Sorocaba: 1990 e 1993
- Vice-Campeonato Varzeano de Sorocaba: 1982, 1986, 1987 e 2001

## Ligações Externas
Fillos de galicia do Brasil[ligação inativa]